# Pinchas
Pinchas (hebrejsky פִּינְחָס‎, Pinechas), též přepisováno jako Fínes, je jméno několika postav z Bible. Jméno se vykládá nejednotně, a sice od „Černoch“, „Černohlavec“ či „Ústa hada“ až po „Ústa, která dala podnět“.

## Vnuk Árona
První zmínka v Bibli o osobě tohoto jména se týká syna Eleazara a vnuka Árona. Ten se stal historicky v pořadí třetím židovským veleknězem, i když původně na kněžství neměl nárok. Narodil se totiž dřív, než bylo ustanoveno, že se kněžství týká budoucích potomků Áronových synů. Přesto se necítil ukřivděný a konal pomocnou službu ve svatostánku pod dohledem svého otce a svých strýců jako řadový levita. Svou pokorou se stal v této záležitosti jakýmsi protipólem levity Kóracha.
Za svou stálost a horlivost, kterou projevil na místě posledního stanoviště izraelských kmenů před jejich vstupem do zaslíbené země, v Šitímu,, kde kopím probodl mezietnickým stykem smilnicí pár a zastavil tak nákazu, která se v izraelském táboře začala šířit, obdržel od Boha „smlouvu pokoje“ a tím i „trvalé kněžství“ jak pro sebe, tak pro své potomstvo. Již jako kněz doprovázel válečnou výpravu proti Midjáncům. Vedl též výpravu do gileádské země, aby protestoval proti oltáři, který vystavěly tři izraelské kmeny, které se usadily v Zajordání. Při rozdělení zaslíbené země získal do držení město Gibea, které leželo v pohoří Efrajimském.
Od velekněze Pinchase odvozovali svůj původ někteří kněží z pozdějšího období, přičemž slovo „syn“ je v těchto případech třeba chápat v širším smyslu jako „potomek“. Po Pinchasovi je pojmenována paraša, která se v synagógách čte jednou v roce o šabatové bohoslužbě.

## Syn velekněze Élího
Další biblická zmínka o osobě tohoto jména se týká mladšího syna soudce a velekněze Élího. Ten působil v Šilo se svým starším bratrem Chofním jako kněz pod vedením svého otce. První kniha Samuelova vykresluje jak Pinchase, tak jeho bratra jako ničemníky, kteří za bezradného přihlížení svého zestárlého otce zneužívají kněžský řád a neváhají použít násilí proti všem, kteří se vůči tomuto zneužívání ohradí. Dokonce oba po způsobu modloslužebných praktik kultů plodnosti smilní s ženami v branách svatostánku. Nakonec byl Pinchas společně se svým bratrem zabit v bitvě s Pelištejci.

## Otec Eleazara
V biblických jmenných seznamech figuruje ještě jiná osoba téhož jména, která je otcem jakéhosi Eleazara, v jehož přítomnosti bylo v Ezdrášově době odvažováno stříbro, zlato a jiné předměty určené pro Chrám.